# Mitología túrquica

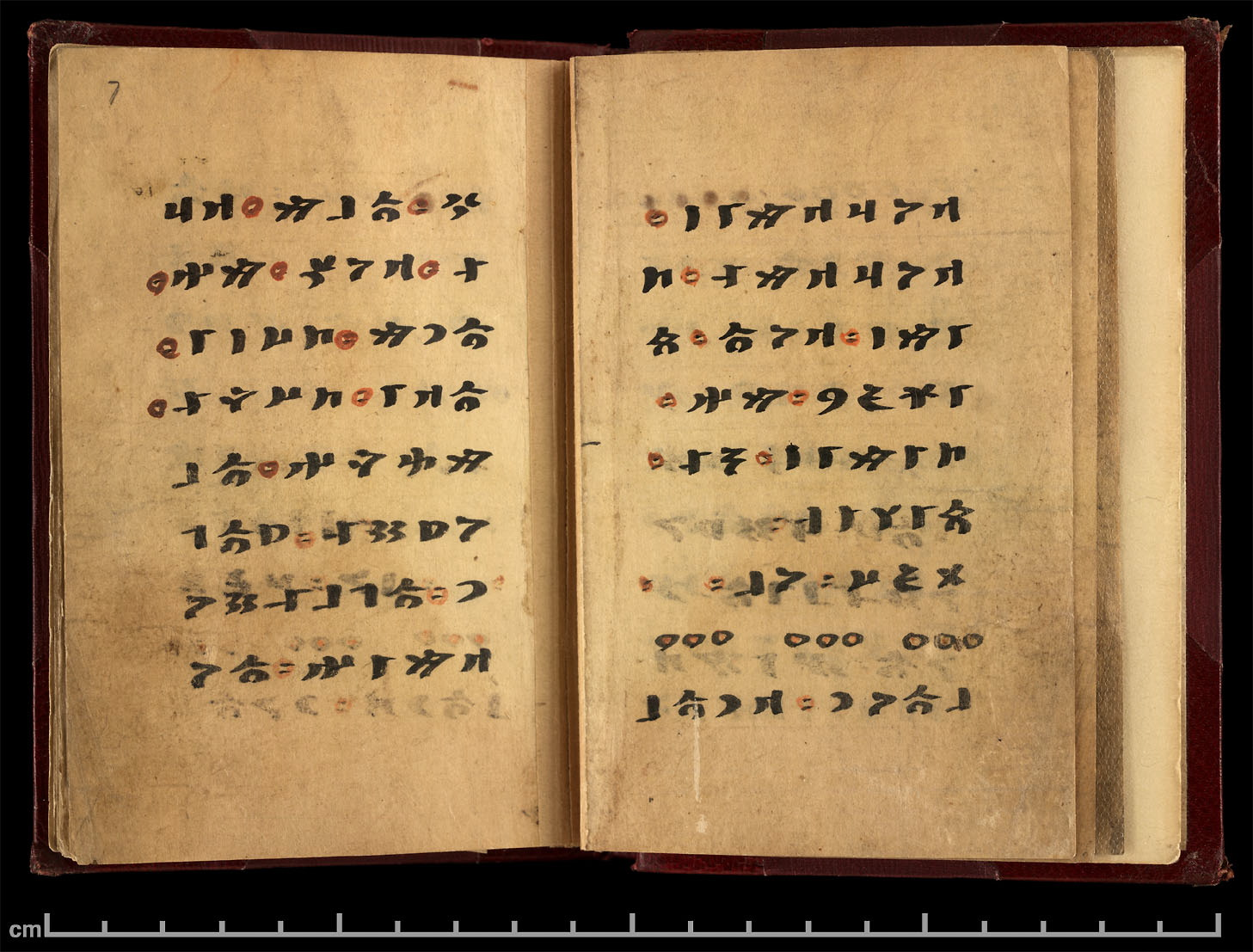
El libro del, Irk Bitig, también llamado "Libro de la Adivinación" de Dunhuang, es una fuente importante de información para la mitología turca temprana.

La mitología turca se adhiere al tengrianismo y al chamanismo, así como a otros temas culturales y sociales pertenecientes a los pueblos nómadas. Más tarde, especialmente después de la migración túrquica, algunos de estos mitos fueron enriquecidos con símbolos islámicos. Esta tiene varios puntos en común con la mitología mongola, y ambas probablemente se originaron de una mitología proto-sincrética budista, tibetana y nacionalista. Sumado a ello, la mitología turca fue influenciada por otras mitologías locales. Por ejemplo, en la mitología tártara coexisten elementos de las mitologías fínica e indoeuropea. Algunos elementos de la mitología tártara que se aprecian incluyen al Tulpar, y al Zilant. Los turcos aparentemente practicaron todas las religiones mayoritarias, tales como el budismo, cristianismo, judaísmo y el maniqueísmo, previo a que la mayoría de los turcos se pasaran al islam. Los turcos a menudo sincretizaban a las otras religiones dentro de su comprensión mitológica principal.
El Irk Bitig, un manuscrito de siglo X encontrado en Dunhuang, es una de las fuentes más importantes de información sobre la mitología y religión turca. El libro está escrito en el antiguo alfabeto turco, tal como las Inscripciones de Orjón.

## Dioses en la mitología turca
Las deidades son representadas como poderes impersonificados. Incluso cuando se representan como seres antropomorfizados, las cualidades de las deidades siempre son las que se resaltan en primer plano. En el sistema de creencias turco, no existió un panteón de deidades, en contraste con el politeísmo romano o griego. Muchas deidades podrían ser representadas como ángeles en el pensamiento Occidental moderno, o como espíritus, quienes interceden por los humanos y las deidades superiores.
Los İye son los espíritus guardianes responsables de ciertos elementos naturales concretos. Generalmente carecen de descripciones generales, ya que son numerosos. A pesar de que la mayoría de las entidades pueden ser identificadas como deidades o İye,  hay otras entidades tales como los genios (Çor) y los demonios (Abasi).

### Tengri
Kök Tengri es la primera deidad primordial en la religión de las poblaciones turcas tempranas. Esta deidad fue reconocida como yüce o yaratıcı tengri (Dios Creador). Después de que los turcos comenzaron a emigrar y dejar Asia central y ver religiones monoteístas, el tengrismo cambió sus orígenes paganos / politeístas. La religión se parecía más al zoroastrismo después de su cambio, con solo dos de los dioses originales restantes: Tengri, que representaba al dios bueno y al Uçmag (un lugar como el cielo o el valhalla); mientras que Erlik tomó la posición del dios malo y el infierno. Las palabras Tengri y Sky fueron sinónimos. Se desconoce el cómo lucía Tengri. Él gobierna el destino de todo su pueblo actuando de manera libre. Pero también es justo cuando premia y castiga. El bienestar de las personas depende de su voluntad. La adoración a Tengri se atestiguó por primera vez en las antiguas inscripciones de Orjón de principios del siglo VIII temprano.

### Otras deidades
Umay (La raíz turca umāy originalmente significaba 'placenta, posparto') es la diosa de la fertilidad y virginidad. Umay tiene un parecido con las diosas de la madre tierra que se encuentran en otras religiones del mundo. Es la hija de Tengri.
Öd Tengri es el dios del tiempo, aunque de él poco se conoce. Como dice en las Runas túrquicas, "Öd tengri es el gobernante del tiempo" y un hijo de Kök Tengri.
Boz Tengri, como Öd Tengri, es una deidad de la que poco se conoce. Se representa como el dios de las tierras y estepas, y es un hijo de Kök Tengri.
Kayra es el Espíritu de Dios. Dios primordial del cielo más alto, del aire superior, espacio, atmósfera, luz, vida e hijo de Kök Tengri.
Ülgen es el hijo de Kayra y Umay, y es el dios de la bondad. Aruğ denota "buenos espíritus" en la mitología turca y altaica. Estos están bajo el control de Ülgen, y hacen cosas buenas en la tierra.
Erlik es el dios de la muerte y el inframundo.
Ay Dede es el dios de la luna.
Gün Ana es la diosa del sol.
Alaz es el dios del Fuego.

## Símbolos

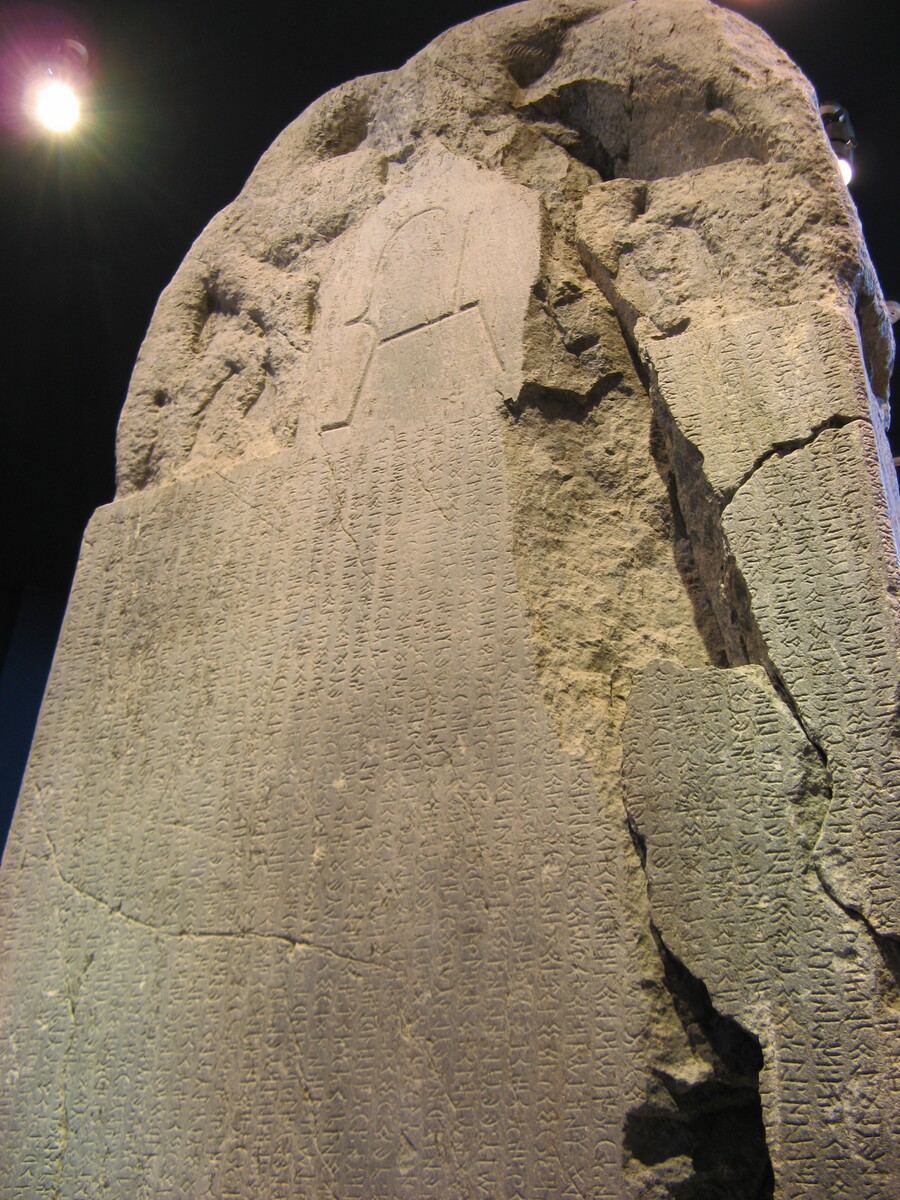
Tamga de ciervo en el monumento de Kul Tigin

A raíz de ser una cultura de nómadas, el caballo es también una de las figuras principales de la mitología turca; los turcos consideraban que el caballo era una extensión del individuo (generalmente atribuido al hombre) y consideraron que uno estaba completo con él. Esto podría haber originado el término at-beyi (caballo-señor).

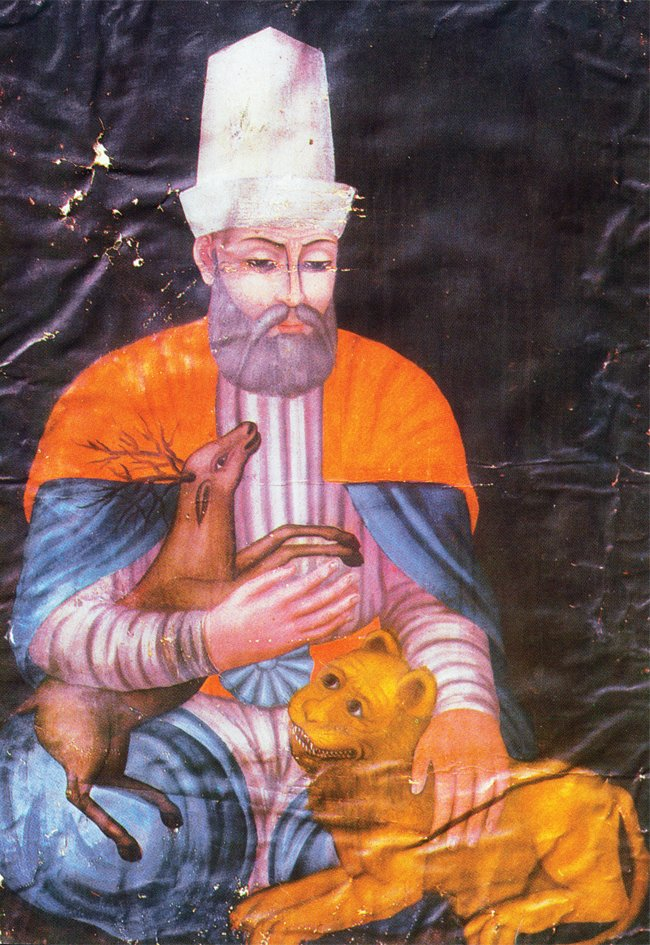
Haji Bektash Veli sosteniendo un ciervo

El dragón (Evren, también llamado Ebren), también representado como una serpiente o lagarto, es el símbolo de la grandeza y poder.  Se cree, especialmente en las zonas montañosas de Asia Central, que los dragones todavía viven en las montañas de Tian Shan/Tengri Tagh y Altay. Los dragones también simbolizan al dios Tengri en la antigua tradición turca, aunque los dragones por sí mismos no fueron adorados como dioses.
El Árbol del Mundo o el árbol de Vida es un símbolo central en la mitología turca. De acuerdo a los turcos altáis, los seres humanos descendieron de los árboles. Según los yakutos, la Madre Blanca se sienta en la base del Árbol de la Vida, cuyas ramas alcanzan los cielos donde están siendo ocupadas por varias criaturas que han cobrado vida allí.  El cielo azul alrededor del árbol refleja la naturaleza pacífica del país, y el anillo rojo que rodea todos los elementos simboliza la antigua fe del renacimiento, el crecimiento y el desarrollo de los pueblos turcos.
El ciervo es considerado un mediador entre los mundos de dioses y hombres. Un caso famoso es el del místico sufí del siglo XIII, Geyiklü Baba (cuyo nombre significa "padre ciervo") que era de Khoy, quien más tarde vivió junto a su ciervo en los bosques montañosos de Bursa.

## Épicas

### Leyenda del Lobo Gris
El lobo simboliza el honor y también es considerada la madre de la mayoría de los pueblos túrquicos. Asena es el nombre de uno de los diez hijos que nacieron de un lobo mítico en la mitología turca.
La leyenda cuenta que un niño sobrevivió a un ataque en su pueblo. Una loba encontró al niño herido y lo cuidó hasta que este recuperó su salud. Posteriormente, el chico impregnó a la loba quien luego dio a luz a diez niños mitad lobo y mitad humano. Uno de ellos, Ashina, se convirtió en su líder y estableció el clan Ashina que gobernó a los Göktürks y otros imperios nómadas turcos. La loba, embarazada de la descendencia del niño, escapó de sus enemigos cruzando el Mar del Oeste hacia una cueva cerca de las montañas Qocho, una de las ciudades de los tocarios. Los primeros turcos emigraron posteriormente a las regiones de Altái, donde fueron reconocidos como expertos en la herrería, tal como lo fueron los escitas.

### La Leyenda del Ergenekon
La Leyenda del Ergenekon cuenta sobre una gran crisis de los antiguos turcos. Después de una derrota militar, los turcos se refugiaron en el legendario valle de Ergenekon, donde estuvieron atrapados durante cuatro siglos. Finalmente fueron liberados cuando un herrero creó un pasaje derritiendo roca, permitiendo que el lobo gris Asena  los guiara.  Una ceremonia de Año Nuevo conmemora el legendario escape ancestral de Ergenekon.

### Leyendas de Oghuz
La leyenda de Oghuz Khagan es una mitología política y central para los pueblos turcos de Asia Central y, eventualmente, para los turcos oguz que gobernaron en Anatolia e Irán. Versiones de esta narrativa han sido encontradas en las historias de Rashid anuncio-Alboroto Tabib, en un manuscrito uigure vertical anónimo del siglo XIV, el cual actualmente se encuentra en París; y en las historias de Abu'l Ghazi' Shajara at-Turk. Esta leyenda ha sido traducido al ruso y al alemán.

### Historias de Korkut Ata
El Libro de Dede Korkut del siglo XI contiene doce historias legendarias de los turcos oguz, pertenecientes a una de las ramas más importantes de los pueblos turcos. Este se originó en el período preislámico de los turcos, en el cual todavía predominaban los elementos tengriistas en la cultura turca.  Consta de un prólogo y doce historias diferentes. La historia legendaria qué empieza en Asia Central está narrada por un dramatis personae  (en la mayoría de los casos por el mismo Korkut Ata). La herencia de Korkut Ata  (historias, cuentos, y música relacionada con Korkut Ata) presentada por Azerbaiyán, Kazajistán y Turquía está incluida en la Lista Representativa del Patrimonio Cultural Intangible de la Humanidad de la UNESCO desde noviembre del 2018, como un ejemplo de una cultura multiétnica.

### Leyenda de Timur
La leyenda de Timur (Temür) es la más antigua y mejor conocida. Timur encontró una piedra extraña que cayó del cielo (un meteorito de mineral del hierro), de la cual forjó la primera espada de hierro. La palabra temür, temir o demir significa "hierro".

### Rómulo Y Remo
Rómulo y Remo son los dos hermanos que fundaron Roma. Estos fueron abandonados en un río y una loba los rescató y amamantó. Se ha sugerido que este mito fue pasado por los etruscos a Italia. Aun así, es muy difícil estimar cómo fueron conectados los mitos de Italia y Roma.

### Otras épicas
- Alpamysh
- Alp Er Tunga
- Akbuzat
- Épica de Manas
- Ural Batyr

Después del Islam
- Edigéi
- Danishmend Gazi

## Interpretaciones modernas

### Artes decorativas

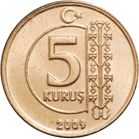
Moneda de 5 kuruş con el Árbol de la Vida

El Árbol de la Vida en la bandera de Chuvasia, un estado turco dentro de la Federación rusa

- Un motivo del Árbol de la Vida aparece en las monedas turcas de 5 kuruş, distribuidas desde principios del año 2009.
- La bandera de la República de Chuvasia, un sujeto federal de Rusia, esta cargada con un Árbol de la Vida; un símbolo del renacimiento con tres soles, el cual es un emblema tradicional popular en el arte chuvasio. El rojo intenso representa la tierra, y el amarillo dorado la prosperidad.